# Torre Ponton
La Torre Ponton (pron. francese AFI: [pɔ̃tɔ̃]; Tour-de-Ponton in francese) è una vetta delle Alpi Graie alta 3.101 m s.l.m.. È situata in Valle d'Aosta tra i comuni di Champorcher e quello di Cogne.

## Descrizione

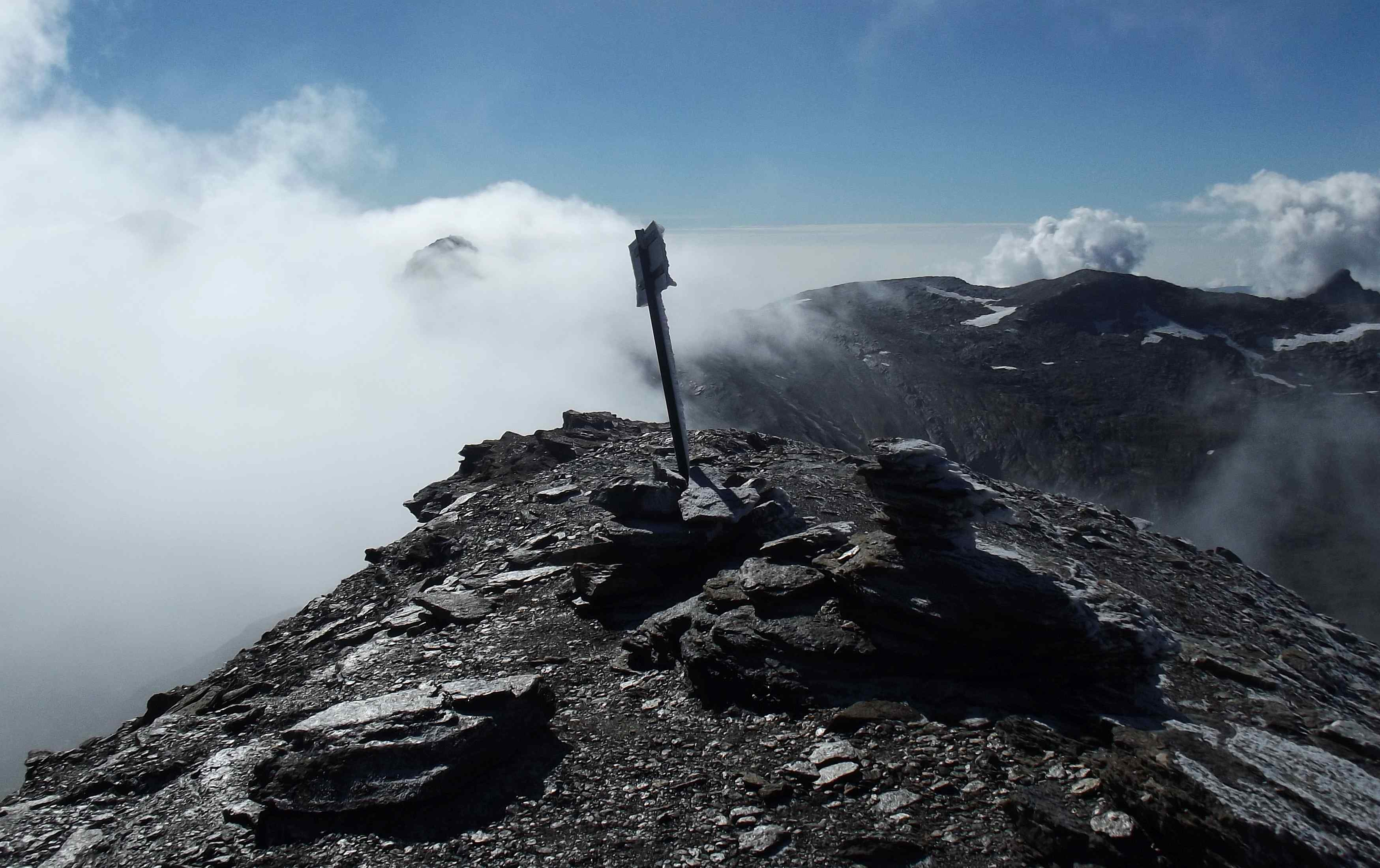
La cima della montagna.

La Torre Ponton rappresenta il punto culminante dello spartiacque che divide la valle di Champorcher dalla valle di Cogne.
La sua cresta nord-occidentale scende al col Pontonnet (alta 2.897 m s.l.m.), mentre quella sud-orientale raggiunge la Fenêtre de Champorcher e separa la montagna dal vicino Bec Costazza.
I suoi versanti si presentano in genere piuttosto ripidi e di natura rocciosa con l'esclusione del detritico versante nord-occidentale, lungo il quale si sviluppa la via normale.
Sul punto culminante della montagna sorgono alcuni ometti in pietrame; il panorama è molto ampio e offre verso sud un ottimo colpo d'occhio sul gruppo del Gran Paradiso e verso nord sulla vicina punta Tersiva e su molte delle principali cime delle Alpi Pennine.

## Accesso alla cima

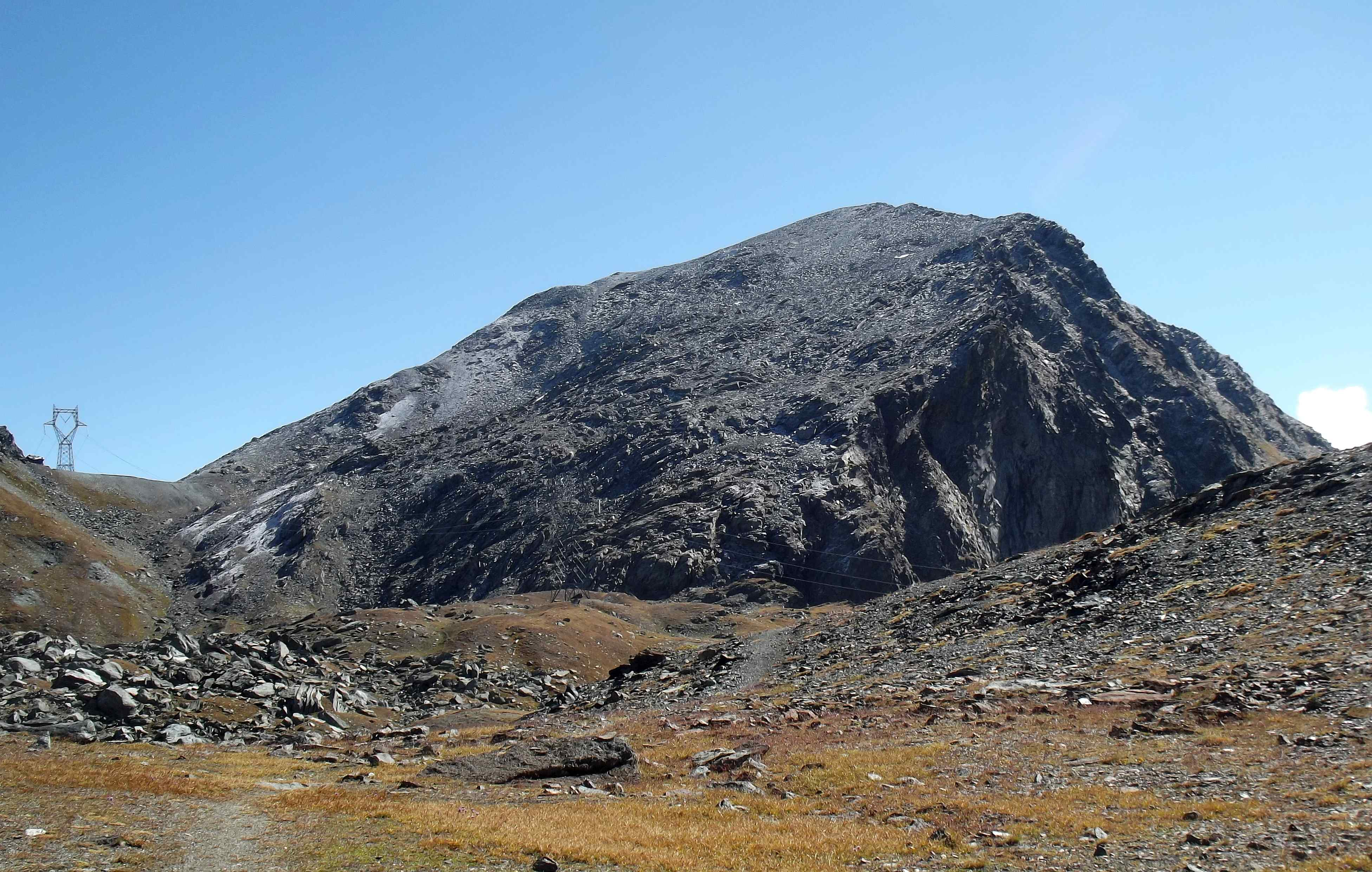
La montagna vista dalla valle di Cogne, a sinistra il col Pontonnet.

### Accesso estivo
La via normale per raggiungere la cima della Tour Ponton parte dal col Pontonnet e risale per tracce di sentiero il versante nord-occidentale della montagna. La difficoltà è valutata di tipo E.

### Accesso invernale
La Torre Ponton è accessibile anche con gli sci da sci alpinismo; la salita con gli sci è valutata di difficoltà MS.

## Punti di appoggio
- Rifugio Dondena (lato valle di Champorcher)
- Rifugio Sogno di Berdzé al Péradzà (lato valle di Cogne)

## Tutela naturalistica
Il versante sul lato Cogne è compreso nel parco nazionale del Gran Paradiso mentre quello verso Champorcher ricade nel parco naturale del Mont Avic.

## Cartografia
- Cartografia ufficiale italiana dell'Istituto Geografico Militare (IGM) in scala 1:25.000 e 1:100.000, consultabile on line
- Carta dei sentieri e dei rifugi scala 1:50.000 n. 3 Gran Paradiso, Istituto Geografico Centrale - Torino